# Маковицы (Житомирская область)
Маковицы (укр. Маковиці) — село в Звягельском районе Житомирской области Украины.
Основано в 1847 году.
Занимает площадь 1,774 км². Население по переписи 2001 года составляет 387 человек.
Почтовый индекс — 11701. Телефонный код — 4141.

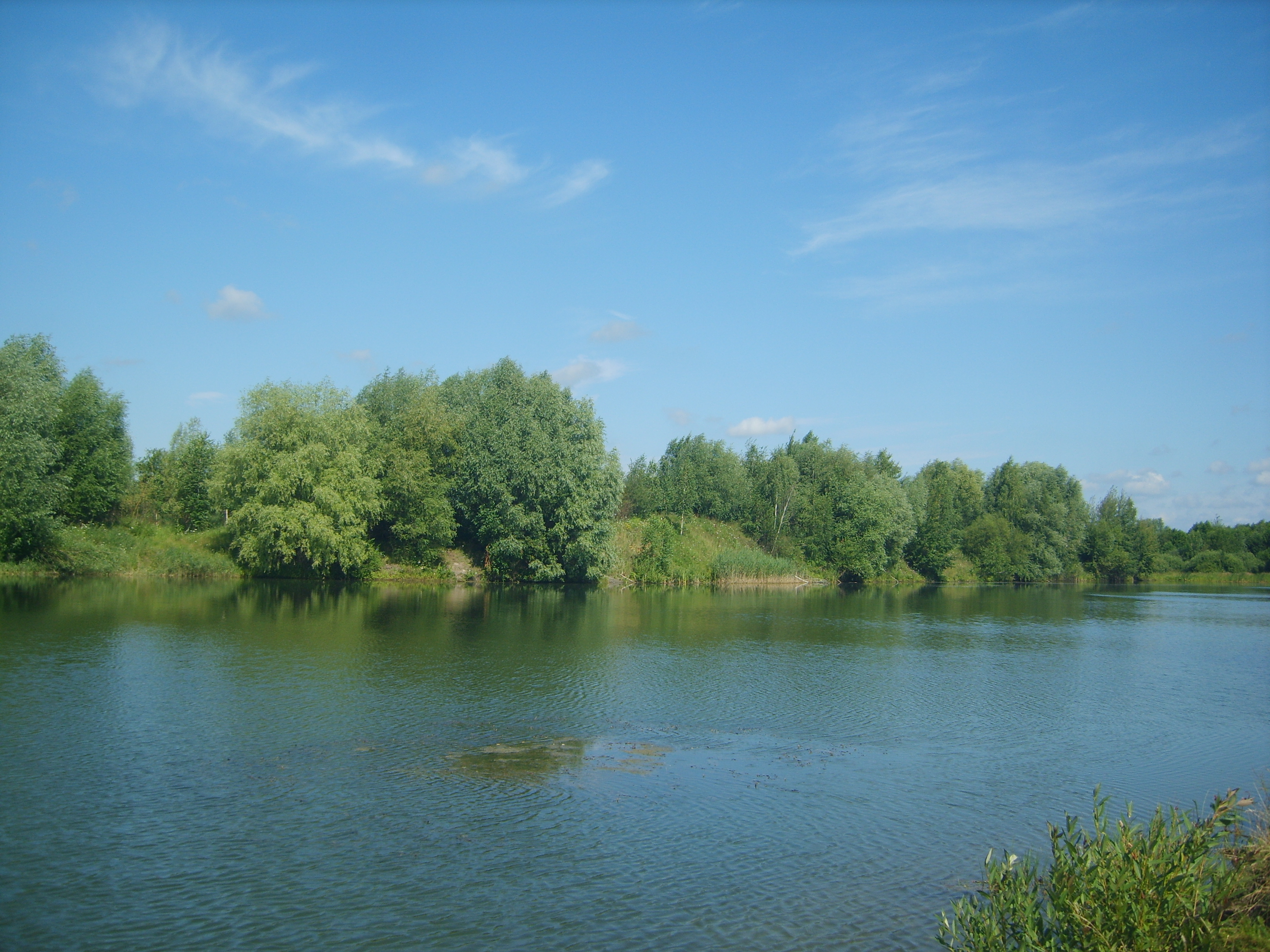
Местный пруд
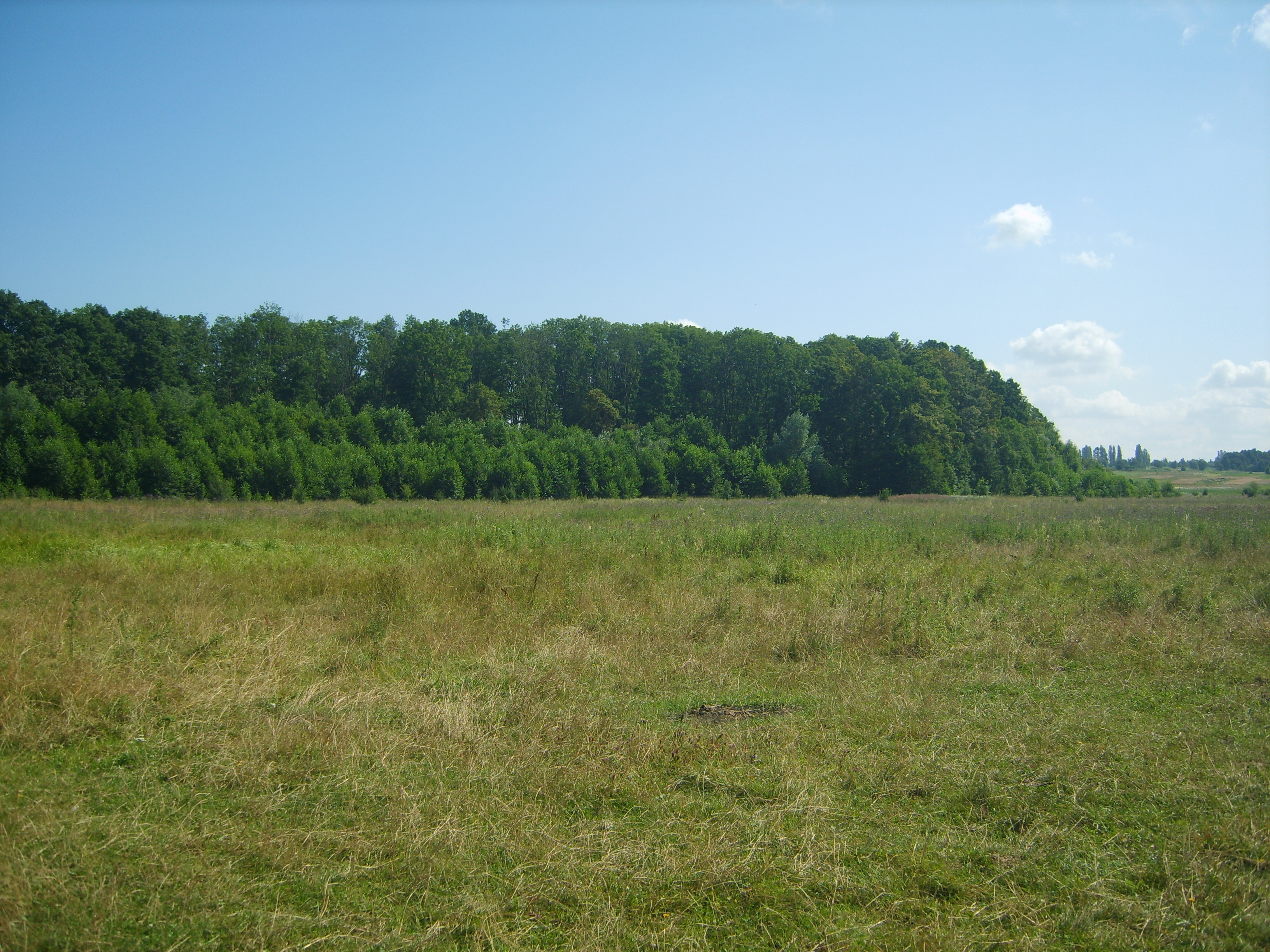
Поповый лес

## Адрес местного совета
11740, Житомирская область, Звягельский район, с. Майстров, ул. Т.Г.Шевченко, 14